# Johann Tserclaes, conte di Tilly
Johann Tserclaes, conte di Tilly (Nivelles, febbraio 1559 – Ingolstadt, 30 aprile 1632), è stato un generale tedesco detto Il Monaco in armatura, fu comandante (Feldmaresciallo) delle forze cattoliche durante le prime fasi della guerra dei trent'anni, durante la quale conseguì una notevole serie di vittorie contro le truppe boeme, protestanti e danesi, per poi essere sconfitto e ucciso dalle truppe svedesi al comando di Gustavo II Adolfo di Svezia.
Insieme ad Albrecht von Wallenstein fu uno dei comandanti in capo delle forze imperiali, ed uno dei più celebri comandanti cattolici della guerra.

## Biografia

### Gioventù e formazione
Johann Tserclaes nacque nel febbraio del 1559 nel Castello di Tilly, vicino a Nivelles, in Belgio, allora facente parte, assieme all'Olanda, dei Paesi Bassi Spagnoli. La sua era una famiglia cattolica originaria del Brabante, e da questa venne mandato a Colonia per ricevere istruzione da insegnanti Gesuiti; in seguito, all'età di quindici anni, decise di arruolarsi nell'esercito spagnolo (l'Esercito delle Fiandre) al comando di Alessandro Farnese. Partecipò a varie azioni durante la guerra degli ottant'anni contro i ribelli olandesi, tra le quali il vittorioso assedio di Anversa nel 1584-1585; queste esperienze gli furono molto utili in futuro, insegnandogli le tattiche spagnole che avrebbe poi applicato con notevole successo. Nel 1600 combatté come mercenario nel conflitto fra l'Impero e gli Ottomani svoltosi in Ungheria e Transilvania e, con rapide promozioni, giunse in soli cinque anni al rango di feld-maresciallo.

### Campagne nell'Impero fino all'intervento svedese

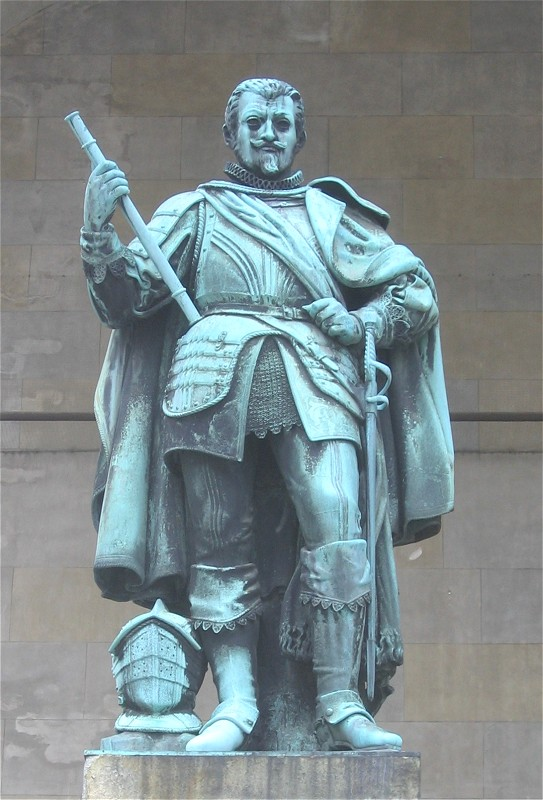
Statua in bronzo rappresentante il Conte di Tilly - Monaco, Feldherrnhalle

Nel 1610 Johann Tserclaes venne nominato comandante delle forze della Lega Cattolica, fondata da Massimiliano I, Elettore di Baviera; in questo ruolo si trovò coinvolto nel conflitto scatenatosi nel 1618 in Boemia in seguito alla defenestrazione di Praga, conflitto che si sarebbe poi ampliato fino a divenire uno scontro europeo di larga portata (vedi guerra dei trent'anni). La Lega intervenne, nel 1620, contro i ribelli boemi a fianco dell'Imperatore ed egli condusse circa 30.000 uomini, addestrati alla tattica spagnola del tercio, attraverso l'Alta Austria, che venne restituita al controllo imperiale, per poi penetrare in Boemia dove affrontò le truppe comandate da Federico V del Palatinato; i due eserciti si scontrarono nella battaglia della Montagna Bianca dell'8 novembre 1620, dove la formazione e l'addestramento delle truppe della Lega si rivelarono schiaccianti, portando alla distruzione di metà delle forze boeme con la sola perdita di 700 uomini. Questa decisiva vittoria permise l'occupazione di Praga e della Boemia, e la sua annessione ai domini ereditari asburgici.
Johann Tserclaes si rivolse quindi contro le forze protestanti ancora attive nella Germania occidentale, ma, il 27 aprile 1622, venne battuto nella battaglia di Wiesloch, vicino ad Heidelberg; in seguito alla sconfitta si congiunse con le truppe del generale spagnolo Gonzalo de Cordoba, e riuscì quindi a sconfiggere nella battaglia di Wimpfen del 6 maggio le forze di Giorgio Federico di Baden-Durlach. Una nuova vittoria venne conseguita il 20 giugno nella battaglia di Höchst contro Cristiano di Brunswick, in seguito alla quale fu nominato conte di Tilly. In seguito a questi scontri egli fu in grado di assediare Heidelberg, che cadde il 19 settembre dopo un assedio di undici settimane. La campagna ebbe termine con la battaglia di Stadtlohn, definita «la più schiacciante vittoria di Tilly», in cui distrusse le nuove forze di Cristiano di Brunswick e del Conte di Mansfeld, che persero 13.000 uomini su 15.000; a questo punto anche il Palatinato fu pacificato, e Tilly diresse il suo esercito ad occupare la Germania nord-occidentale.
Questo breve intervallo di pace fu tuttavia interrotto dall'intervento in guerra della Danimarca, preoccupata dai successi degli Asburgo e dalla minaccia portata al protestantesimo tedesco; Cristiano IV di Danimarca condusse le sue forze nel Circolo della Bassa Sassonia, ma si trovò a dovere affrontare i veterani di Tilly e le nuove forze imperiali al comando di Albrecht von Wallenstein. Rinforzato da alcuni contingenti imperiali, Tilly affrontò i danesi nella battaglia di Lutter-am-Baremberge, e ancora una volta l'addestramento superiore delle sue forze si rivelò decisivo nel conseguire una vittoria che costrinse Cristiano ad una precipitosa ritirata. Insieme alle forze di Wallenstein, l'esercito di Tilly procedette all'occupazione dello Jutland; Cristiano fu costretto ad arrendersi e a firmare la pace di Lubecca, in seguito alla quale usciva dal conflitto. Nel 1630 fu nominato tenente generale dell'esercito austriaco.

### Il Sacco di Magdeburgo
La nuova egemonia asburgica nella Germania settentrionale spinse ora all'intervento la Svezia; il Re di Svezia Gustavo II Adolfo sbarcò con le sue forze in Germania e cominciò a ricercare alleati tra gli stati tedeschi. Tilly decise di colpire l'unico alleato svedese allora presente in Germania, ovvero la città di Magdeburgo, sul fiume Elba; l'assedio cominciò il 20 marzo 1631, e le truppe assedianti furono poste al comando di uno dei generali di Tilly, il Conte di Pappenheim. Il 20 maggio venne lanciato un assalto, che riuscì a penetrare nella città; le truppe però, perso ogni controllo, la saccheggiarono selvaggiamente, provocando la morte di 25.000 abitanti e la distruzione di quasi tutto l'abitato. Questo evento, probabilmente il singolo episodio più brutale dell'intera guerra, rimane un episodio molto controverso nella carriera di Tilly, e non è chiaro quali siano le sue responsabilità; i suoi nemici lo ritennero pienamente responsabile del massacro, ma molti storici dubitano che il saccheggio sia stato ordinato da Tilly. Magdeburgo rappresentava un punto chiave della regione, come attraversamento sull'Elba e come base di rifornimento, e sembra dubbio che Tilly non abbia considerato questi aspetti, ordinando la totale distruzione di questo punto di appoggio; inoltre, la proposta di resa avanzata alla città alcuni giorni prima dell'assalto sembra indicare che il massacro sia avvenuto a causa della perdita del controllo sulle truppe da parte degli ufficiali comandanti.

### Ultima campagna contro gli svedesi
Dopo la presa di Magdeburgo, Tilly tentò di assaltare il campo svedese di Werben, ma fallì nell'impresa; in seguito, notando l'indecisione di Giovanni Giorgio I di Sassonia, che sembrava potersi unire agli svedesi, decise di sferrare un attacco preventivo alla Sassonia. Egli affrontò l'esercito congiunto sassone-svedese il 17 settembre 1631 nella battaglia di Breitenfeld; questa volta, le nuove tattiche utilizzate dagli svedesi si rivelarono superiori, e i tercios di Tilly furono sconfitti e messi in rotta. Poiché Wallenstein era stato destituito dal comando e non poteva venire in suo aiuto, egli fu costretto a passare sulla difensiva e tentò di impedire agli svedesi il passaggio del fiume Lech; nella conseguente battaglia di Rain del 15 aprile 1632 fu sconfitto e durante il combattimento fu mortalmente ferito da una palla di cannone. Morì di tetano a Ingolstadt, il 30 aprile 1632.
La sua salma riposa ancor oggi nella chiesa dei santi Filippo e Giacomo ad Altötting in Baviera.